# Mario Beccia
Mario Beccia (Troia, Pulla, 16 d'agost de 1955) és un ciclista italià, ja retirat, professional entre 1977 i 1988. En el seu palmarès destaquen quatre victòries d'etapa al Giro d'Itàlia, la Classificació dels joves d'aquesta mateixa cursa el 1977, la Volta a Suïssa de 1980 i la Fletxa Valona de 1982.

## Palmarès
- 1977
  - 1r al Giro dell'Emilia
  - Vencedor d'una etapa del Giro d'Itàlia i  1r de la Classificació dels joves
- 1979
  - Vencedor d'una etapa del Giro d'Itàlia
- 1980
  - 1r de la Volta a Suïssa i vencedor d'una etapa
- 1981
  - Vencedor d'una etapa del Giro d'Itàlia
- 1982
  - 1r de la Fletxa Valona
- 1983
  - Vencedor d'una etapa del Giro d'Itàlia
  - Vencedor d'una etapa del Tour de Romandia
- 1984
  - 1r del Giro dels Apenins
  - 1r al Giro d'Úmbria
  - 1r de la Milà-Vignola
  - Vencedor d'una etapa de la Tirrena-Adriàtica

### Resultats al Giro d'Itàlia
- 1977. 9è de la classificació general. Vencedor d'una etapa.  1r de la Classificació dels joves
- 1979. 6è de la classificació general. Vencedor d'una etapa
- 1980. 6è de la classificació general
- 1981. 12è de la classificació general. Vencedor d'una etapa
- 1982. 7è de la classificació general
- 1983. 4t de la classificació general. Vencedor d'una etapa
- 1984. 9è de la classificació general
- 1985. 12è de la classificació general
- 1986. 31è de la classificació general
- 1987. 17è de la classificació general

### Resultats al Tour de França
- 1982. 33è de la classificació general
- 1986. Abandona (12a etapa)